# Puechredon
Puechredon est une commune française située dans le centre du département du Gard en région Occitanie.
Exposée à un climat méditerranéen, elle est drainée par divers petits cours d'eau.
Puechredon est une commune rurale qui compte 48 habitants en 2022, après avoir connu une forte hausse de la population depuis 1975.  Ses habitants sont appelés les Puechredonais ou  Puechredonaises.

## Géographie

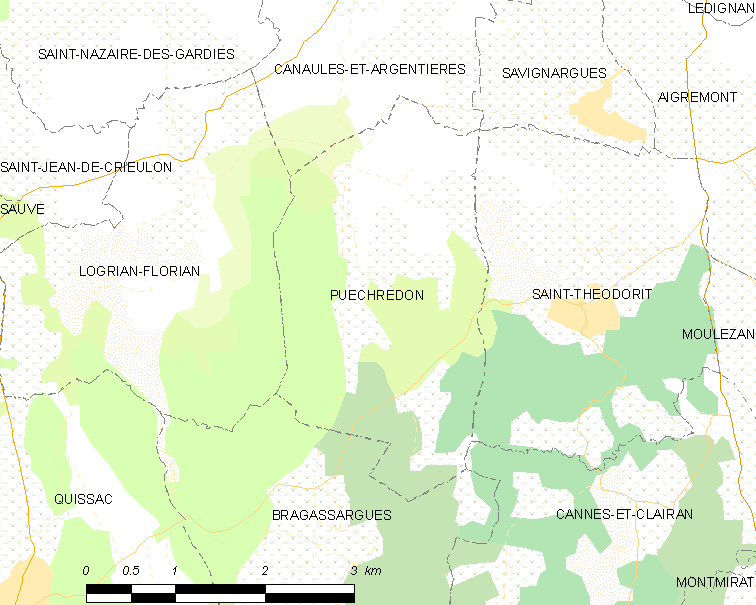
Carte

Puechredon est situé à 20 km au sud d'Alès entre Lédignan et Sauve. Le village est sis sur une butte de faible altitude dominant une petite plaine agricole. La route départementale 8 passe à son pied.
|                 | Canaules-et-Argentières | Savignargues (par un quadripoint) |
| Logrian-Florian | Puechredon              | Saint-Théodorit                   |
|                 | Bragassargues           | Cannes-et-Clairan                 |

### Climat
Pour des articles plus généraux, voir Climat de l'Occitanie et Climat du Gard.
En 2010, le climat de la commune est de type climat méditerranéen franc, selon une étude s'appuyant sur une série de données couvrant la période 1971-2000. En 2020, Météo-France publie une typologie des climats de la France métropolitaine dans laquelle la commune est exposée à un climat méditerranéen et est dans la région climatique Provence, Languedoc-Roussillon, caractérisée par une pluviométrie faible en été, un très bon ensoleillement (2 600 h/an), un été chaud (21,5 °C), un air très sec en été, sec en toutes saisons, des vents forts (fréquence de 40 à 50 % de vents > 5 m/s) et peu de brouillards.
Pour la période 1971-2000, la température annuelle moyenne est de 14,1 °C, avec une amplitude thermique annuelle de 17,4 °C. Le cumul annuel moyen de précipitations est de 899 mm, avec 6,7 jours de précipitations en janvier et 3,2 jours en juillet. Pour la période 1991-2020, la température moyenne annuelle observée sur la station météorologique la plus proche, située sur la commune de Cardet à 8 km à vol d'oiseau, est de 14,6 °C et le cumul annuel moyen de précipitations est de 974,6 mm,. Pour l'avenir, les paramètres climatiques de la commune estimés pour 2050 selon différents scénarios d’émission de gaz à effet de serre sont consultables sur un site dédié publié par Météo-France en novembre 2022.

### Milieux naturels et biodiversité
Aucun espace naturel présentant un intérêt patrimonial n'est recensé sur la commune dans l'inventaire national du patrimoine naturel,,.

## Urbanisme

### Typologie
Au 1er janvier 2024, Puechredon est catégorisée commune rurale à habitat très dispersé, selon la nouvelle grille communale de densité à sept niveaux définie par l'Insee en 2022.
Elle est située hors unité urbaine et hors attraction des villes,.

### Occupation des sols
L'occupation des sols de la commune, telle qu'elle ressort de la base de données européenne d’occupation biophysique des sols Corine Land Cover (CLC), est marquée par l'importance des forêts et milieux semi-naturels (55,9 % en 2018), une proportion identique à celle de 1990 (55,9 %). La répartition détaillée en 2018 est la suivante : 
forêts (52 %), cultures permanentes (41,8 %), milieux à végétation arbustive et/ou herbacée (3,8 %), zones agricoles hétérogènes (2,3 %). L'évolution de l’occupation des sols de la commune et de ses infrastructures peut être observée sur les différentes représentations cartographiques du territoire : la carte de Cassini (XVIIIe siècle), la carte d'état-major (1820-1866) et les cartes ou photos aériennes de l'IGN pour la période actuelle (1950 à aujourd'hui).

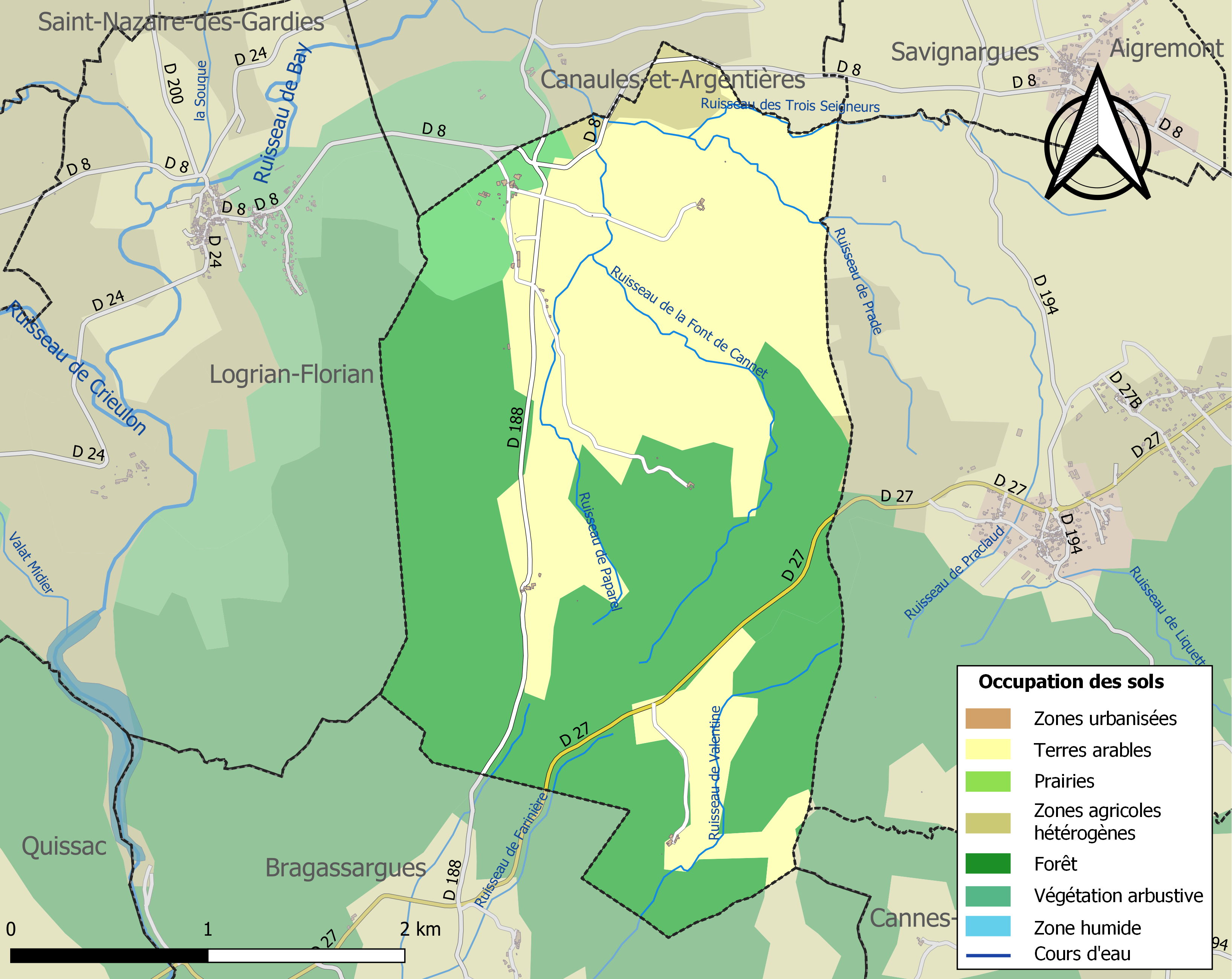
Carte des infrastructures et de l'occupation des sols de la commune en 2018 (CLC).

### Risques majeurs
Le territoire de la commune de Puechredon est vulnérable à différents aléas naturels : météorologiques (tempête, orage, neige, grand froid, canicule ou sécheresse), inondations, feux de forêts et séisme (sismicité faible). Il est également exposé à un risque technologique,  le transport de matières dangereuses. Un site publié par le BRGM permet d'évaluer simplement et rapidement les risques d'un bien localisé soit par son adresse soit par le numéro de sa parcelle.

#### Risques naturels
Certaines parties du territoire communal sont susceptibles d’être affectées par le risque d’inondation par débordement de cours d'eau, notamment La commune a été reconnue en état de catastrophe naturelle au titre des dommages causés par les inondations et coulées de boue survenues en 1982, 1993, 1994 et 2002,.

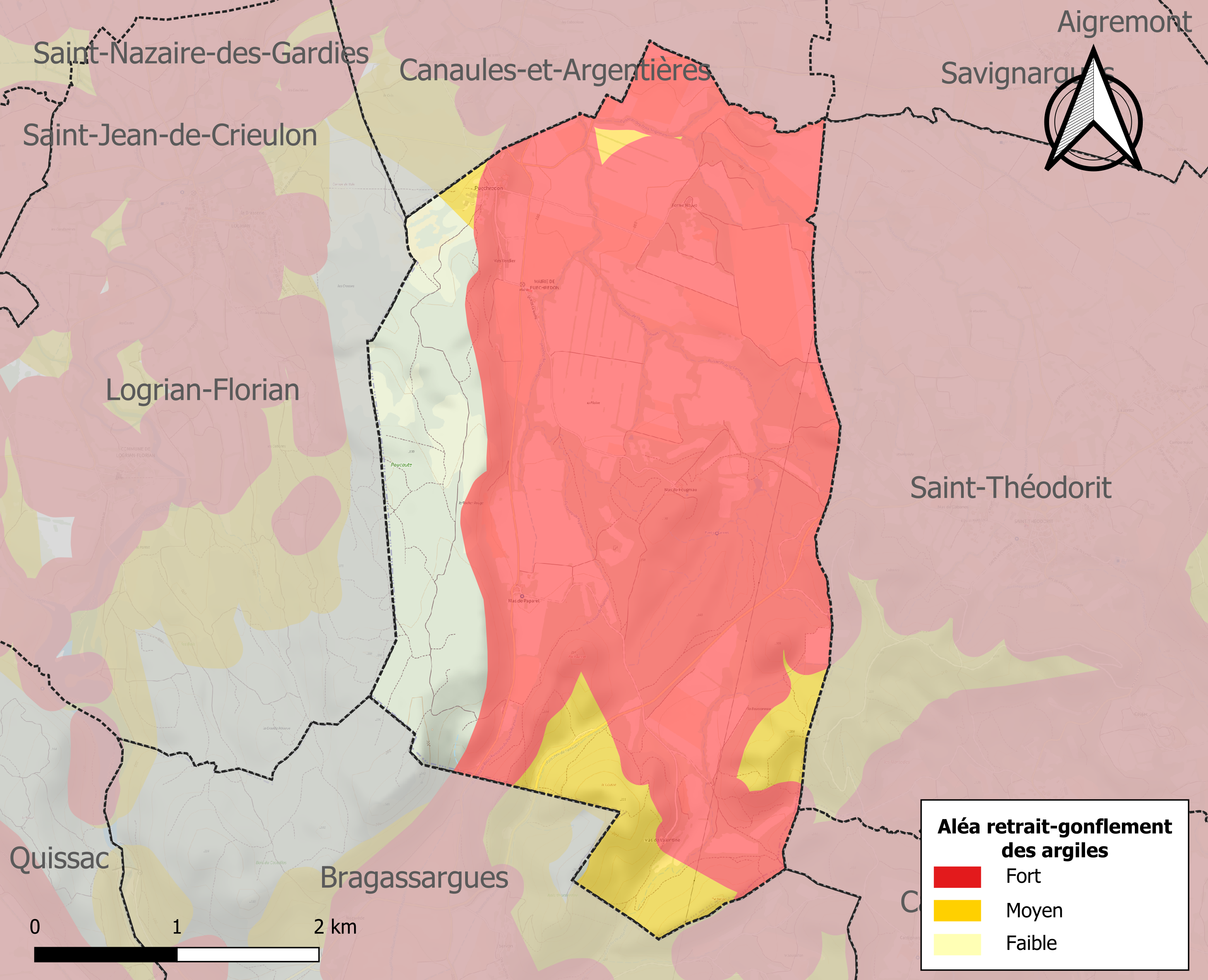
Carte des zones d'aléa retrait-gonflement des sols argileux de Puechredon.

Le retrait-gonflement des sols argileux est susceptible d'engendrer des dommages importants aux bâtiments en cas d’alternance de périodes de sécheresse et de pluie. 84,4 % de la superficie communale est en aléa moyen ou fort (67,5 % au niveau départemental et 48,5 % au niveau national). Sur les 17 bâtiments dénombrés sur la commune en 2019, 17 sont en aléa moyen ou fort, soit 100 %, à comparer aux 90 % au niveau départemental et 54 % au niveau national. Une cartographie de l'exposition du territoire national au retrait gonflement des sols argileux est disponible sur le site du BRGM,.
Par ailleurs, afin de mieux appréhender le risque d’affaissement de terrain, l'inventaire national des cavités souterraines permet de localiser celles situées sur la commune.

#### Risques technologiques
Le risque de transport de matières dangereuses sur la commune est lié à sa traversée par des infrastructures routières ou ferroviaires importantes ou la présence d'une canalisation de transport d'hydrocarbures. Un accident se produisant sur de telles infrastructures est en effet susceptible d’avoir des effets graves au bâti ou aux personnes jusqu’à 350 m, selon la nature du matériau transporté. Des dispositions d’urbanisme peuvent être préconisées en conséquence.

## Toponymie
Puechredon est composé de puech, forme locale dérivée du latin podium, "lieu élevé, petite montagne", et de l'adjectif occitan redon (prononcer 'rédoun'), "rond".

## Histoire

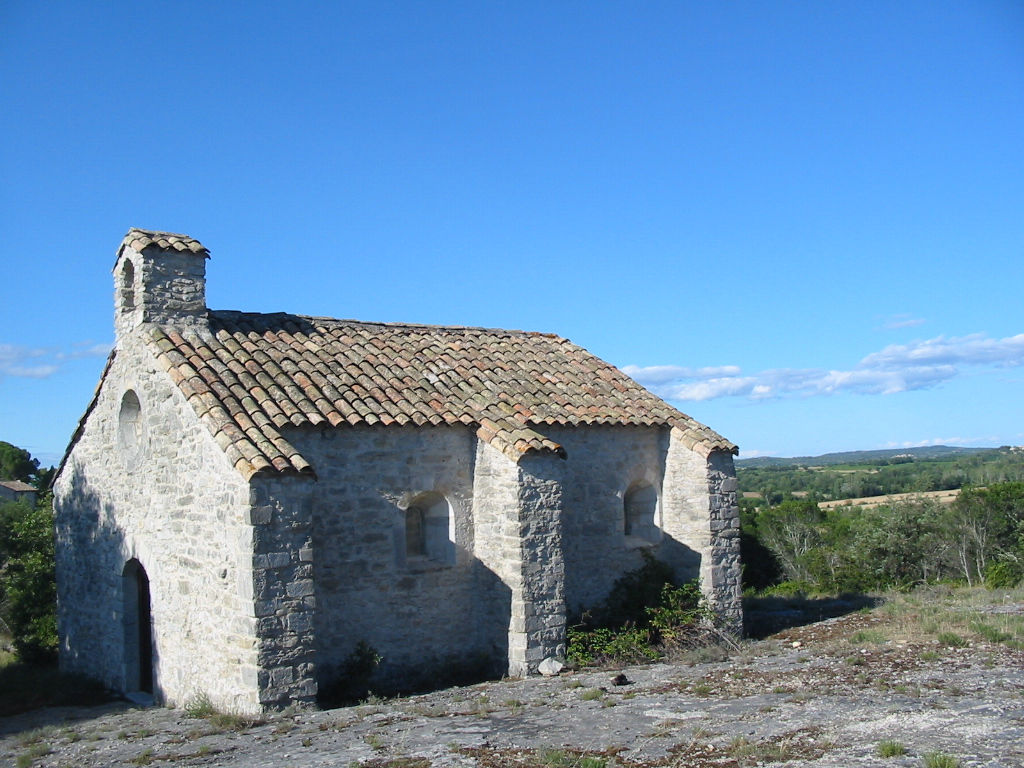
église de Puechredon

Le cartulaire de ND de Nîmes mentionne en 959 le legs d'une propriété située entre les paroisses d'Ezas et Bragassargues. La première mention du lieu date de 1156 dans une bulle du pape Adrien IV, en 1217 une bulle du pape Honorius III indique que des terres de Puechredon appartiennent à l'abbaye de Mazan.
On sait que le château a été partiellement incendié lors de la guerre des Camisards, que la seigneurie appartint successivement aux familles de Montuzorgues, de Salve, de la Roque, Daguerre de Massanes, Molle. Rivoire mentionne en 1842 une commune de plaines et de coteaux boisés.

## Politique et administration
| Période                                  | Période  | Identité             | Étiquette | Qualité |
| ---------------------------------------- | -------- | -------------------- | --------- | ------- |
| 1792                                     | 1792     | Jean-François Cazaly |           |         |
| 1792                                     | 1816     | Louis Richard        |           |         |
| 1816                                     | 1859     | Auguste Bros         |           |         |
| 1859                                     | 1877     | Alphonse Bros        |           |         |
| 1878                                     | 1884     | Jean-Louis Dombre    |           |         |
| 1884                                     | 1889     | Paul Durand          |           |         |
| 1889                                     | 1906     | Jean Vachalde        |           |         |
| 1906                                     | 1912     | Julien Vachalde      |           |         |
| 1912                                     | 1924     | Justin Durand        |           |         |
| 1924                                     | 1936     | Albain Gras          |           |         |
| 1936                                     | 1945     | René Liautaud        |           |         |
| 1945                                     | 1983     | Arthur Gras          |           |         |
| 1983                                     | 2014     | Jean-Claude Gras     | SE        |         |
| 2014                                     | en cours | Guillaume Gras       | SE        |         |
| Les données manquantes sont à compléter. |          |                      |           |         |

## Démographie
L'évolution du nombre d'habitants est connue à travers les recensements de la population effectués dans la commune depuis 1793. Pour les communes de moins de 10 000 habitants, une enquête de recensement portant sur toute la population est réalisée tous les cinq ans, les populations de référence des années intermédiaires étant quant à elles estimées par interpolation ou extrapolation. Pour la commune, le premier recensement exhaustif entrant dans le cadre du nouveau dispositif a été réalisé en 2008.

En 2022, la commune comptait 48 habitants, en évolution de +33,33 % par rapport à 2016 (Gard : +2,97 %, France hors Mayotte : +2,11 %).
| 1793 | 1800 | 1806 | 1821 | 1831 | 1836 | 1841 | 1846 | 1851 |
| ---- | ---- | ---- | ---- | ---- | ---- | ---- | ---- | ---- |
| 72   | 61   | 52   | 52   | 65   | 72   | 56   | 60   | 55   |

| 1856 | 1861 | 1866 | 1872 | 1876 | 1881 | 1886 | 1891 | 1896 |
| ---- | ---- | ---- | ---- | ---- | ---- | ---- | ---- | ---- |
| 66   | 50   | 49   | 54   | 52   | 43   | 33   | 59   | 38   |

| 1901 | 1906 | 1911 | 1921 | 1926 | 1931 | 1936 | 1946 | 1954 |
| ---- | ---- | ---- | ---- | ---- | ---- | ---- | ---- | ---- |
| 57   | 55   | 55   | 59   | 86   | 66   | 38   | 65   | 50   |

| 1962 | 1968 | 1975 | 1982 | 1990 | 1999 | 2006 | 2008 | 2013 |
| ---- | ---- | ---- | ---- | ---- | ---- | ---- | ---- | ---- |
| 40   | 38   | 20   | 30   | 35   | 36   | 37   | 37   | 35   |

| 2018 | 2022 | - | - | - | - | - | - | - |
| ---- | ---- | - | - | - | - | - | - | - |
| 44   | 48   | - | - | - | - | - | - | - |

## Économie

### Emploi
|                | 2008   | 2013  | 2018  |
| -------------- | ------ | ----- | ----- |
| Commune        | 3,8 %  | 8,7 % | 6,9 % |
| Département    | 10,6 % | 12 %  | 12 %  |
| France entière | 8,3 %  | 10 %  | 10 %  |

En 2018, la population âgée de 15 à 64 ans s'élève à 29 personnes, parmi lesquelles on compte 44,8 % d'actifs (37,9 % ayant un emploi et 6,9 % de chômeurs) et 55,2 % d'inactifs,. Depuis 2008, le taux de chômage communal (au sens du recensement) des 15-64 ans est inférieur à celui de la France et du département.
La commune est hors attraction des villes,. Elle compte 2 emplois en 2018, contre 11 en 2013 et 5 en 2008. Le nombre d'actifs ayant un emploi résidant dans la commune est de 11, soit un indicateur de concentration d'emploi de 18,2 % et un taux d'activité parmi les 15 ans ou plus de 35,1 %.
Sur ces 11 actifs de 15 ans ou plus ayant un emploi, 1 travaillent dans la commune, soit 9 % des habitants. Pour se rendre au travail, 90,9 % des habitants utilisent un véhicule personnel ou de fonction à quatre roues et 9,1 % n'ont pas besoin de transport (travail au domicile).

### Activités hors agriculture
Deux établissements seulement relevant d’une activité hors champ de l’agriculture sont implantés  à Puechredon au 31 décembre 2019.

### Agriculture
|               | 1988 | 2000 | 2010 | 2020 |
| ------------- | ---- | ---- | ---- | ---- |
| Exploitations | 5    | 4    | 5    | 6    |
| SAU (ha)      | 202  | 257  | 252  | 207  |

La commune est dans les Garrigues, une petite région agricole occupant le centre du département du Gard. En 2020, l'orientation technico-économique de l'agriculture  sur la commune est la viticulture. Six exploitations agricoles ayant leur siège dans la commune sont dénombrées lors du recensement agricole de 2020 (cinq en 1988). La superficie agricole utilisée est de 207 ha,,.

## Culture locale et patrimoine

### Lieux et monuments
- Ancienne chapelle Saint-André-de-Puechflavard (vestiges, privée, ne se visite pas). La première mention de cette église relevant du chapitre de Notre-Dame de Nîmes date de 1156. Il reste de l’église le chevet, très abîmé et fendu, et une portion des murs gouttereaux. Le bâtiment est qualifié de magnifique lors d’une visite de l’évêque Cohon au début du XVII e s. L'église est désaffectée depuis le XVIII e s., en ruines au moins depuis 1842[19]. Elle dépendait du chapitre de Notre-Dame de Nîmes[27] ;
- Chapelle du mas de Puechredon (privée, ne se visite pas, construite en 1686 par Joseph Delaire maçon à Quissac sur les plans de Guillaume Calhaud architecte de Carcassonne) ;
- Charbonnière du bois du Castellas ;
- Four à chaux (privé, ne se visite pas) : ce four est mentionné par Émilien Dumas dans les années 1870.

### Personnalités liées à la commune
- Jean-Pierre Claris de Florian (1755-1794), neveu d'Antoine de Claris coseigneur de Puechredon.
- Jean-Frédéric Bros de Puechredon, capitaine de frégate, auteur d'un essai sur les écoles de marine.
- Charles Gide (1847-1932), beau-frère de Charles Brot du domaine de Puechredon, fut conseiller municipal dans les années 1880.
- Marcel Bros de Puechredon (1877-1945), capitaine de cavalerie, pilote de la Grande Guerre, tankiste puis banquier.
- Jean Charvein (1928-2013), directeur de la photographie

## Héraldique
|  | Ce blason est à l'origine celui de la communauté des habitants de Saint-André de Puechflavard. Imposé arbitrairement par le roi en vertu de l'édit de novembre 1696. Les armes de Puechredon se blasonnent ainsi : D'or, à la bande fuselée d'argent et de sable. |